# NGC 999
NGC 999 è una galassia a spirale intermedia situata nella costellazione di Andromeda, a una distanza di circa 202 milioni di anni luce dalla nostra Via Lattea.

## Scoperta
La galassia è stata scoperta l'8 dicembre 1871 dall'astronomo francese Édouard Stephan.

## Descrizione
NGC 999 ha una classe di luminosità I.
Nelle immagini, NGC 996 e NGC 999 appaiono ravvicinate sulla sfera celeste e si trovano a una distanza molto simile dalla nostra Via Lattea. Sembrano quindi formare una coppia di galassie, e potrebbero essere in interazione gravitazionale tra loro, anche se nelle immagini non compare nessuna indicazione di questa interazione.